# 雅格諾比語
雅格诺比语（Yaghnobi；yaɣnobī́ zivók, йағнобӣ зивок）是印欧语系印度-伊朗語族伊朗語支东伊朗语支中现存的一个语言，其他东伊朗语包括普什图语、奥塞梯语、帕米爾語言。该语的使用者为今塔吉克斯坦扎拉夫尚的雅格諾比人。雅格诺比语被认为是粟特语的直系后裔。

## 參閲
- 鲁沙尼语(Rushani language)
- 巴尔坦吉语
- 帕里亞語(Parya language)

## 外部連結
- http://www.eki.ee/books/redbook/yaghnabis.shtml （页面存档备份，存于）
- https://web.archive.org/web/20060622003001/http://iles.umn.edu/faculty/bashiri/Tajling%20folder/yaghnob.html
- Yaghnobi blog & online Yaghnobi-Tajik-English lexicon （页面存档备份，存于）